# Густав фон Гуго
Густав фон Гуго (нім. Gustav von Hugo; 23 листопада 1764, Льоррах, — 15 вересня 1844,Геттінген) — німецький юрист, засновник історичної школи права.

## Біографія
Після закінчення гімназії в Карлсруе поступив в 1782 році до Геттінгенського університету, де протягом трьох років вивчав право.
Він прийняв запрошення стати наставником князя Ангальт-Дессау, а також отримав ступінь доктора юридичних наук в університеті Галле в 1788 році.
У цьому ж році Гуго звуть назад в Геттінген на посаду екстраординарного професора права. У 1792 році він став там ординарним професором.
Густава Гуго пов'язувала дружба з професорами філології — братами Якобом і Вільгельмом Грімм, з якими він багато років вів листування.

## Основні ідеї
У передмові до своєї «Beiträge zur civilistischen Bucherkenntniss der letzten vierzig Jahre» (1828–1829) Густав фон Гуго дав нарис сорока років викладання цивільного права в Геттінгенському університеті в той час. Сформовані елементи римського і німецького права, без критичного і диференційованого підходу, були мало придатні для практичних потреб, в результаті важко було сказати, на що слід було орієнтуватися — історичну правду або існуючу практику.
У результаті помилки в розумінні правових елементів, що закралися під час передачі від людини до людини, призвели до використання навіть найкращими вчителями необ'єктивних прийомів і засобів, які стали традиційними.
Густав Гуго став боротися з цим злом, поклавши початок історичній школі права, якій дав подальший розвиток Савіньї. Його головними працями можна назвати «Lehrbuch eines civilistischen Cursus», в семи томах, 1792-1821), в якому був добре описаний його новий підхід до розуміння права, а також «Zivilistisches Magazin» (в шести томах, 1790–1837).
Гуго оскаржував основні положення теорії природного права і повністю відкидав концепцію суспільного договору. Справжнім джерелом права вважав історично сформований звичай.
Він був підданий критиці і глузуванням Карлом Марксом в «Rheinische Zeitung» за виправдання для влади «права на свавілля», тобто, за схвалення соціальної несправедливості та експлуатації просто тому, що установи, які проводять їх, існують.